# Al-Anbar

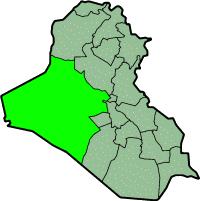
Lägeskarta.

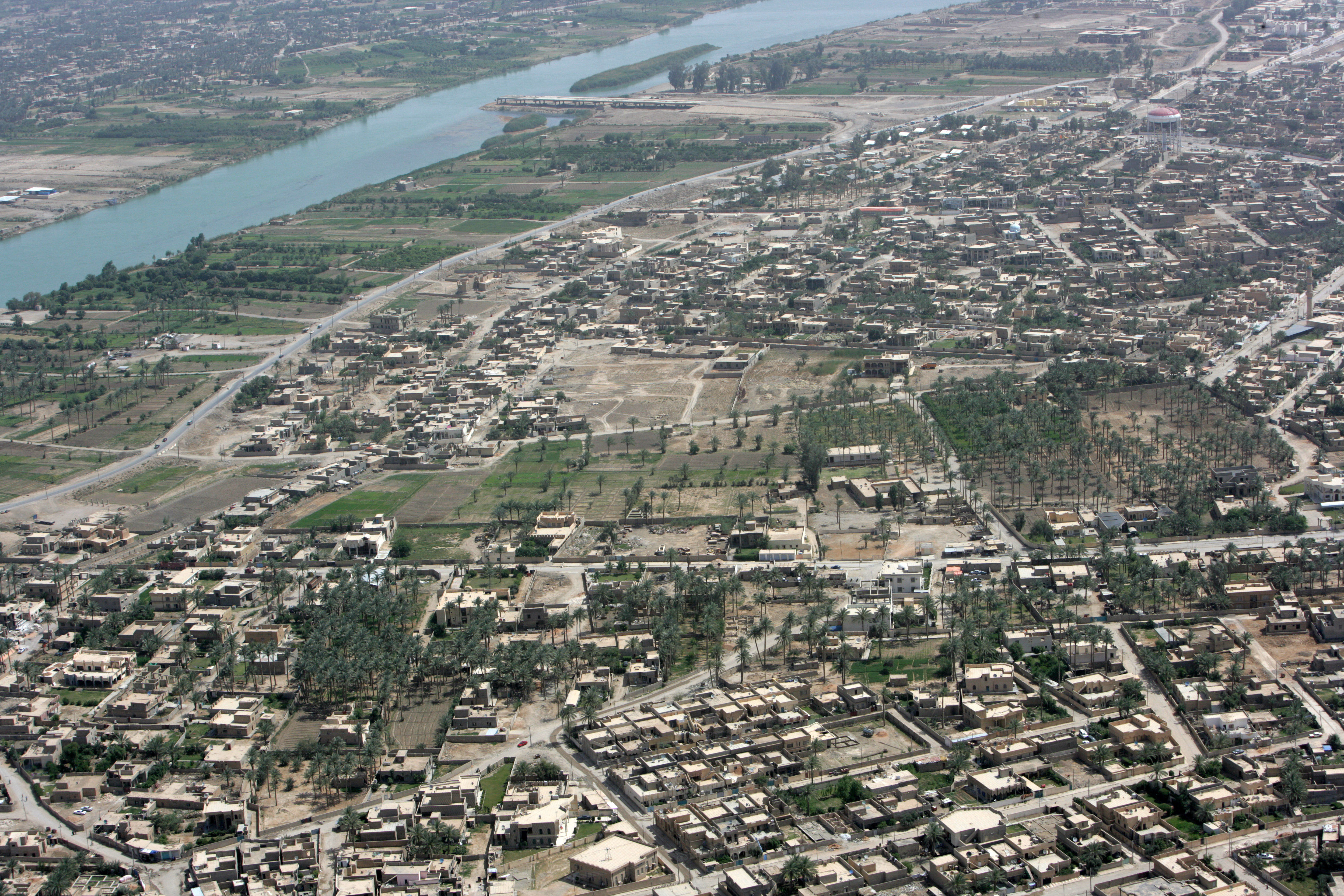
Al-Ramadi och Eufrat, 2008.

al-Anbar är en provins i Irak som sträcker sig från Bagdad till den syriska gränsen. Provinsen har en yta på 137 808 km², och hade 1 483 359 invånare 2009. Huvudstad i provinsen är al-Ramadi. Befolkningen är i huvudsak koncentrerad längs floden Eufrat, som rinner genom provinsen i nordvästlig riktning. al-Anbar är en huvudsakligen sunniarabisk provins, och det väpnade motståndet mot USA:s militära styrkor anses ha varit starkare i al-Anbar än i någon annan irakisk provins.

## Jordbruk
Bland de viktigaste grödorna är vete, potatis, men även vete, korn, gul majs och lök. Det finns ett stort antal fruktträdgårdar i området och totalt 2,5 miljoner träd, huvudsakligen palmer. Jordbruket är beroende av konstbevattning, naturliga källor och regnvatten.

## Turism
Anbar har många turistmål, som sjöarna Lake Habbaniyah, Lake Qadisiyah, Lake Anah och vattenkällorna i Wadi Hajlan.
Det finns också flera arkeologiskt intressanta platser, som Castle Heet och de historiska vattenhjulen.
Turistnäringen i Anbar drabbades hårt vid den amerikanska invasionen och efter krigsslutet av terrorism, men har återhämtat sig de senaste åren.

## Administrativ indelning
al-Anbar är uppdelat i åtta distrikt och styrs av ett lokalt råd.

### Distrikt[1]
Anah

al-Falluja

al-Haditha

Hit

al-Qaim

al-Ramadi

Rawah

al-Rutbah
De största orterna i provinsen är al-Falluja, Haditha, al-Qaim och al-Ramadi.